# Liste der Monuments historiques in Woippy
Die Liste der Monuments historiques in Woippy führt die Monuments historiques in der französischen Gemeinde Woippy auf.

## Liste der Bauwerke
| Bezeichnung       | Beschreibung                        | Standort              | Kennzeichnung | Schutzstatus | Datum | Bild           |
| ----------------- | ----------------------------------- | --------------------- | ------------- | ------------ | ----- | -------------- |
| Château de Woippy | Burganlage, 13. und 14. Jahrhundert | 6 rue de Briey (Lage) | PA00107030    | Inscrit      | 1968  | weitere Bilder |